# Karl Dietrich Anton von Gemmingen
Karl Dietrich Anton von Gemmingen (* 1694; † 1745) war Grundherr der Gemmingenschen Herrschaft im Biet und blieb durch eine rege Bautätigkeit an den Kirchen seines Herrschaftsgebiets in Erinnerung.

## Leben
Er war ein Sohn des Steinegger Grundherrn Karl Dietrich von Gemmingen (1658–1699) und der Maria Anna Theresia von Stein. Die Familie lebte auf Schloss Steinegg. Nach dem frühen Tod des Vaters führte die Mutter zunächst vertretungsweise die Regentschaft. Karl Dietrich Anton ließ in Steinegg die Schlosskapelle erneuern, wobei sie außerordentlich hoch aufgemauert wurde, so dass zwischen dem alten und dem neuen Boden ein Kellergeschoss entstand. Den Innenraum ließ Karl Dietrich Anton durch Allgäuer Maler und Stuckateure ausgestalten. Auch die Waldkapelle Hamberg und die Pfarrkirche in Neuhausen ließ Karl Dietrich Anton im Stil der Zeit renovieren. 
In der Neuhausener Pfarrkirche ließ er sich das so genannte Oratorium einbauen, einen privaten Andachtsraum. Schließlich geht auf ihn auch noch der Bau der Neuhausener Wendelinuskapelle zurück, für die er auch den Altar stiftete. Zur Finanzierung der zahlreichen Kirchenbauten veräußerte Karl Dietrich Anton die herrschaftliche Ziegelhütte in Neuhausen 1728 an zwei Bürger. Er blieb unverheiratet und starb überraschend 1745. Sein schmuckvolles Grabmal ist am Marienaltar der Neuhausener Pfarrkirche St. Urban und Vitus erhalten.
Da er ohne Nachkommen blieb, bezog nach ihm sein naher Verwandter Johann Dietrich von Gemmingen (1716–1778) das Schloss in Steinegg.